# Кэрролл, Роберт Тодд
Ро́берт То́дд Кэ́рролл (англ. Robert Todd Carroll; 18 мая 1945, Джолиет — 25 августа 2016, Дейвис, Калифорния) — американский философ и писатель, доктор философии (PhD). Автор собрания скептических эссе под названием «Энциклопедия заблуждений: собрание невероятных фактов, удивительных открытий и опасных поверий».

## Биография
В 1974 году в Калифорнийском университете в Сан-Диего под научным руководством Ричарда Попкина получил степень доктора философии защитив диссертацию по теме «Философия религии здравого смысла епископа Эдуарда Стиллингфлита (1635—1699)» (англ. The Common-Sense Philosophy of Religion of Bishop Edward Stillingfleet (1635—1699)). 
В 1977—2007 годах преподавал на кафедре философии Городского колледжа Сакраменто.

## Просветительская деятельность
Отстаивая долгие годы научный скептицизм и критическое мышление, в 1994 году Кэррол создал сайт Skeptic's Dictionary, первоначально содержащий около 50 статей, в большинстве своём посвящённых разбору неформальных ошибок и псевдонауке. В настоящее время, число статей выросло до нескольких сотен. Многие из них посвящены теме паранормальных явлений и сверхъестественного. Число посетителей составляет более миллиона в месяц. Кэрролл даёт большое количество интервью крупным и местным медиа, вроде Davis Enterprise. Кроме того, он дал интервью представителям сообществ, распространяющих научный скептицизм, вроде Общества скептиков Новой Англии и Media Man Australia.
В январе 2010 года Кэрролл был избран членом Комитета скептических расследований.
29 мая 2011 года Кэрролл принял участие в дискуссии на тему «Пять мифов о скептиках» на II ежегодной конференции скептиков SkeptiCalCon, проходившей в Беркли.
27 марта 2012 года Кэррол создал свой раздел «Unnatural Virtue» на подкастинге Skepticality.

## Отзывы

### Критические
Журналист и писатель Ричард Милтон обвинил Кэррола в искажении цитат и доводов, после того как тот опубликовал отрывок из электронной публикации Милтона о маргинальной науке, с пометкой «интернет-чепуха» (англ. Internet Bunk); а также назвал Кэрролла «псевдоскептиком». В свою очередь, Кэррол парировал эти обвинения.

## Публикации

### Книги
- The Common-sense Philosophy of Religion of Bishop Edward Stillingfleet 1635—1699. — ISBN 90-247-1647-0.
- Becoming a Critical Thinker — A Guide for the New Millennium. — 2nd ed. — ISBN 0-536-85934-5.
- Unnatural Acts: Critical Thinking, Skepticism, and Science Exposed! — Los Angeles: James Randi Educational Foundation, 2011. — ISBN 1-105-90219-6.
- The Skeptic’s Dictionary: A Collection of Strange Beliefs, Amusing Deceptions, and Dangerous Delusions. — New York: John Wiley & Sons, 2003. — ISBN 0-471-27242-6.

### Статьи и эссе
- Skeptical Essays by Carroll
- Swift: Online Newsletter of the JREF James Randi Educational Foundation newsletter written by Carroll, March 17, 2006
- Pranks, Frauds, and Hoaxes from Around the World by Carroll, Skeptical Inquirer, July 2004
- Critical Thinking and Control Groups. Дата обращения: 9 января 2015. Архивировано из оригинала 24 ноября 2007 года. by Carroll for Inquiring Minds, a CSICOP website
- What if Gary Schwartz is right? by Carroll on Gary Schwartz[англ.], at Freethinker
- Keep on Doubting by Roy Herbert, New Scientist Print Edition, Nov. 22, 2003
- The Incomplete Skeptic by Gary Jason, Liberty[англ.], Oct. 2005
- Richard Milton, critical response to The Skeptic's Dictionary. Дата обращения: 9 января 2015. Архивировано 27 сентября 2007 года.
- Terrence J. Sandbek, «Co-opting Alternative Medicine — The Psychology of Alternative Medicine», Bay Area Skeptics

## Интервью
- Greg Tingle, «Interview with Bob Carrol», Media Man Australia, Apr. 24, 2003
- Bob Carroll — «Defining Skepticism» on Point of Inquiry[англ.], April 16, 2010.
- Swoopy[англ.], Derek Colanduno[англ.]. Ep. #17 - Interview: w/Bob Carroll of Skepdic // Skepticality[англ.]. — Skeptic Magazine[англ.], August 23, 2005.
- Swoopy[англ.], Derek Colanduno[англ.]. Ep. #29 - The Scary Q-Link and Bob Carroll from TAM 4 // Skepticality[англ.]. — Skeptic Magazine[англ.], February 3, 2006.